# Conopophagidae
Famille
La famille des Conopophagidae comprend onze espèces de petits oiseaux (de 10 à 16 cm) à la silhouette arrondie.

## Description
Ils ont les ailes courtes et arrondies et la queue courte ; leurs pattes sont plutôt longues. Leur bec est aplati. La plupart portent à l'arrière des yeux des touffes de plumes blanches.

## Habitats et distribution
On les rencontre dans les forêts et bois humides à semi-humides de la zone néotropicale (Amérique du Sud).

## Position systématique
D'après la classification de référence (version 5.2, 2015) du Congrès ornithologique international :
- Conopophaga lineata – Conopophage roux
- Conopophaga aurita – Conopophage à oreilles blanches
- Conopophaga roberti – Conopophage capucin
- Conopophaga peruviana – Conopophage du Pérou
- Conopophaga cearae – (?)
- Conopophaga ardesiaca – Conopophage ardoisé
- Conopophaga castaneiceps – Conopophage à couronne rousse
- Conopophaga melanops – Conopophage à joues noires
- Conopophaga melanogaster – Conopophage à ventre noir
- Pittasoma michleri – Pittasome à tête noire
- Pittasoma rufopileatum – Pittasome à sourcils noirs